# Gheorghe Coldea
Gheorghe Coldea (n. 16 ianuarie 1939, Mănăstireni, România) este un biolog român, membru corespondent al Academiei Române din 2015.